# 243 (număr)
243 (două sute patruzeci și trei) este numărul natural care urmează după 242 și precede pe 244 într-un șir crescător de numere naturale.

## În matematică
243:
- Este un număr impar.
- Este un număr deficient.[1][2]
- Este un număr harshad.[3][4]
- Este un număr perfect totient.[5][6]
- Este un număr 82-gonal.[7]
- Este un număr la puterea a cincea.[8], singurul număr cu trei cifre care este un număr la puterea a 5-a (35).
- Este un număr puternic.[9][10]
- Este un număr rotund.[11][12]
- Este suma a cinci numere prime consecutive (41 + 43 + 47 + 53 + 59).

## În știință

### În astronomie
- Obiectul NGC 243 din New General Catalogue este o galaxie lenticulară cu o magnitudine 13,7 în constelația Andromeda.
- 243 Ida este un asteroid din centura principală.
- 243P/NEAT (NEAT 17) este o cometă periodică din sistemul nostru solar.
- Este durate zilei planetei Venus în zile pământene.

## În alte domenii
243 se poate referi la:
- prefixul telefonic internațional pentru Republica Democratică Congo, fosta Zair.
- 243.0 MHz, o frecvență de urgență radio pentru aviația militară, actual scoasă din uz.